# Sanktuarium Matki Bożej Loretańskiej w Loretto
Sanktuarium Matki Bożej Loretańskiej w Loretto – sanktuarium maryjne znajdujące się w Gminie Wyszków.

## Historia
Jego początki związane są z zakupem, od dziedzica Antoniego Ziatkowskiego, 130-hektarowego majątku Zenówka przez księdza Ignacego Kłopotowskiego (założyciela Zgromadzenia Sióstr Matki Bożej Loretańskiej) w roku 1928. Rok później zmieniono nazwę miejscowości na Loretto, co ma być nawiązaniem do włoskiego Loreto, w którym znajduje się Sanktuarium Santa Casa.
Pierwotnie w Loretto mieściła się leśna kaplica z Najświętszym Sakramentem. We wrześniu 1928 ksiądz Kłopotowski sprowadził z Piekar Śląskich kamienną figurę Matki Bożej Niepokalanej z Lourdes. Umieszczono ją w specjalnie w tym celu przygotowanej grocie i poświęcono 7 września 1928. W 1932, po śmierci fundatora, figurę przemieszczono do kaplicy z czerwonej cegły, wzniesionej w pobliżu groty. Miejsce to zyskiwało wówczas na popularności wśród pielgrzymów.
We wrześniu 1939 zakonnice musiały opuścić swoją siedzibę i przebywały w Korytnicy Węgrowskiej. Podczas okupacji niemieckiej w Loretto mieścił się konspiracyjny szpital polowy Armii Krajowej.
Prace nad budową dużej kaplicy rozpoczęły się dopiero w roku 1952 (w czerwcu plany budowy zatwierdziły władze). W październiku 1953 komuniści wstrzymali jednak budowę, rozpoczęli szykanowanie zakonnic oraz grabież majątku kościelnego. Sytuacja zmieniła się w 1956, kiedy udzielono ponownego pozwolenia na budowę, jednak już tylko klasztoru z kaplicą. Projekt całości stworzył Stanisław Marzyński. Mimo niesprzyjających okoliczności politycznych (szykany komunistów i dalsza częściowa grabież materiałów budowlanych) kaplica była gotowa w stanie surowym już w 1959, a 19 marca 1960 odprawiono w niej pierwszą mszę świętą. 9 grudnia 1966 arcybiskup Bronisław Dąbrowski poświęcił ufundowaną przez siebie 25-centymetrową figurę maryjną. Potem trwały prace wykończeniowe w kaplicy, np. elewacja zewnętrzna gotowa była dopiero w 1971 – stąd napis na frontonie: Bogu w Trójcy Świętej Jedynemu i Matce Bożej Loretańskiej 1971. Za wystrój kaplicy odpowiedzialność powierzono Jerzemu Machajowi. 19 lutego 1984 kaplica została poświęcona przez biskupa Jerzego Modzelewskiego (początkowo pod wezwaniem Matki Bożej Różańcowej). W 1981 sprowadzono z Włoch nową figurę Matki Bożej Loretańskiej. Zastąpiła ona wcześniejszą, ufundowaną przez Teresę i Józefa Pawliczaków z Fryburga, która miała 120 cm wysokości i wyrzeźbiona była z ciemnego drewna w Mediolanie.
W 1987 prymas Józef Glemp podniósł kaplicę do godności sanktuarium maryjnego. W 1999 biskup Kazimierz Romaniuk wydał dekret ustanawiający Sanktuarium ku czci Matki Bożej Loretańskiej. W 2000 stanowiło ono kościół stacyjny Roku Wielkiego Jubileuszu.

## Obiekty
W Loretto oprócz klasztoru loretanek i domu nowicjatu mieści się także dom opieki dla seniorów, domy rekolekcyjne, wypoczynkowe i kolonijne (działające od 1928). Znajdująca się tam kaplica jest pod wezwaniem Matki Bożej Loretańskiej (pierwotnie Matki Bożej Różańcowej).

## Galeria

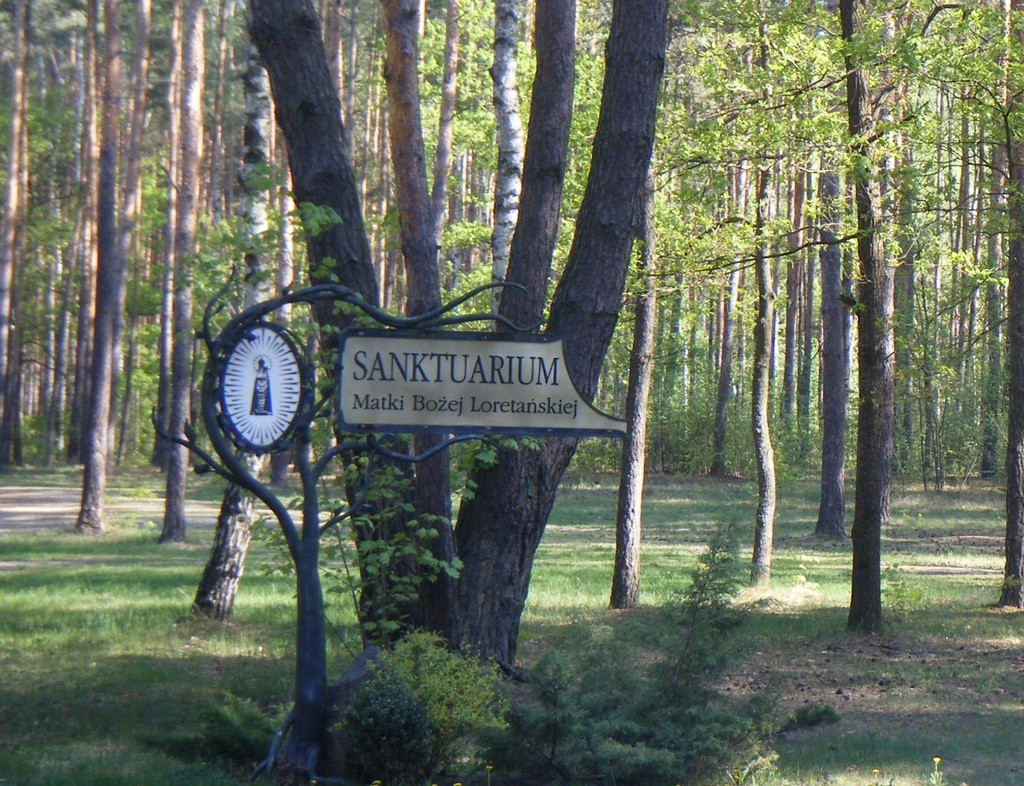
Drogowskaz
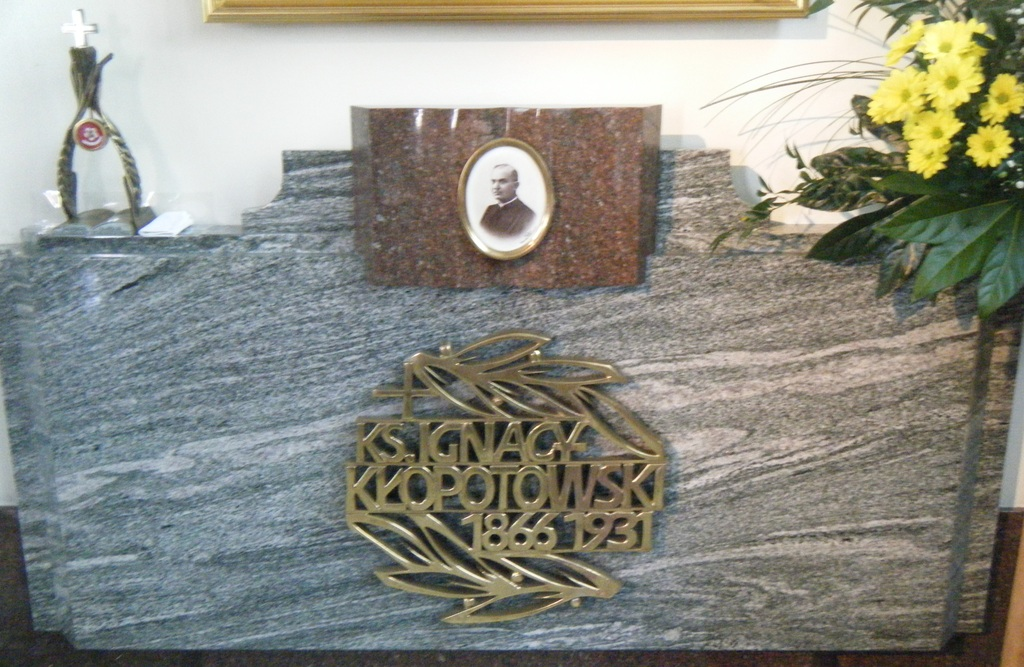
Grób ks. Kłopotowskiego
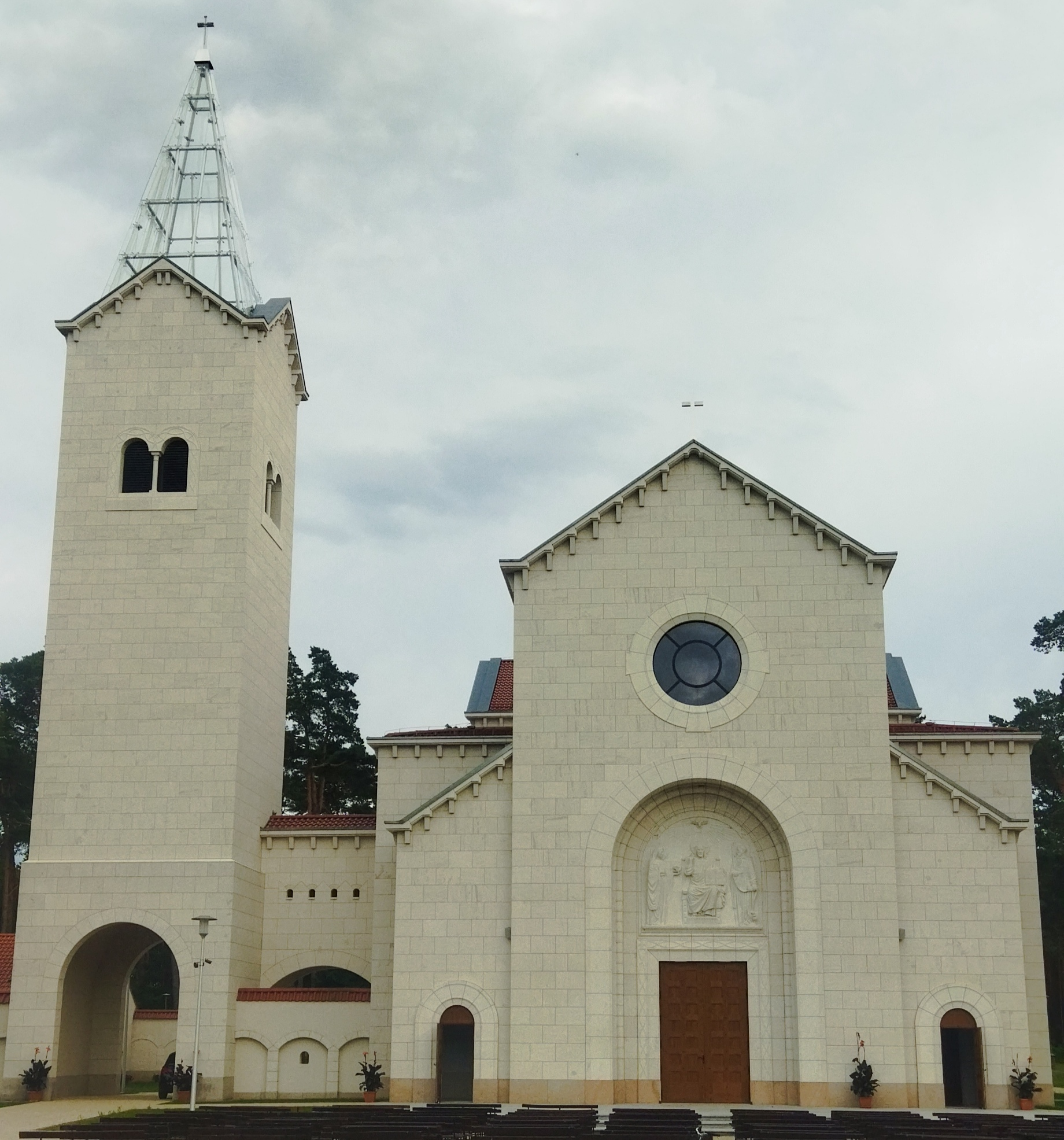
Nowy kościół
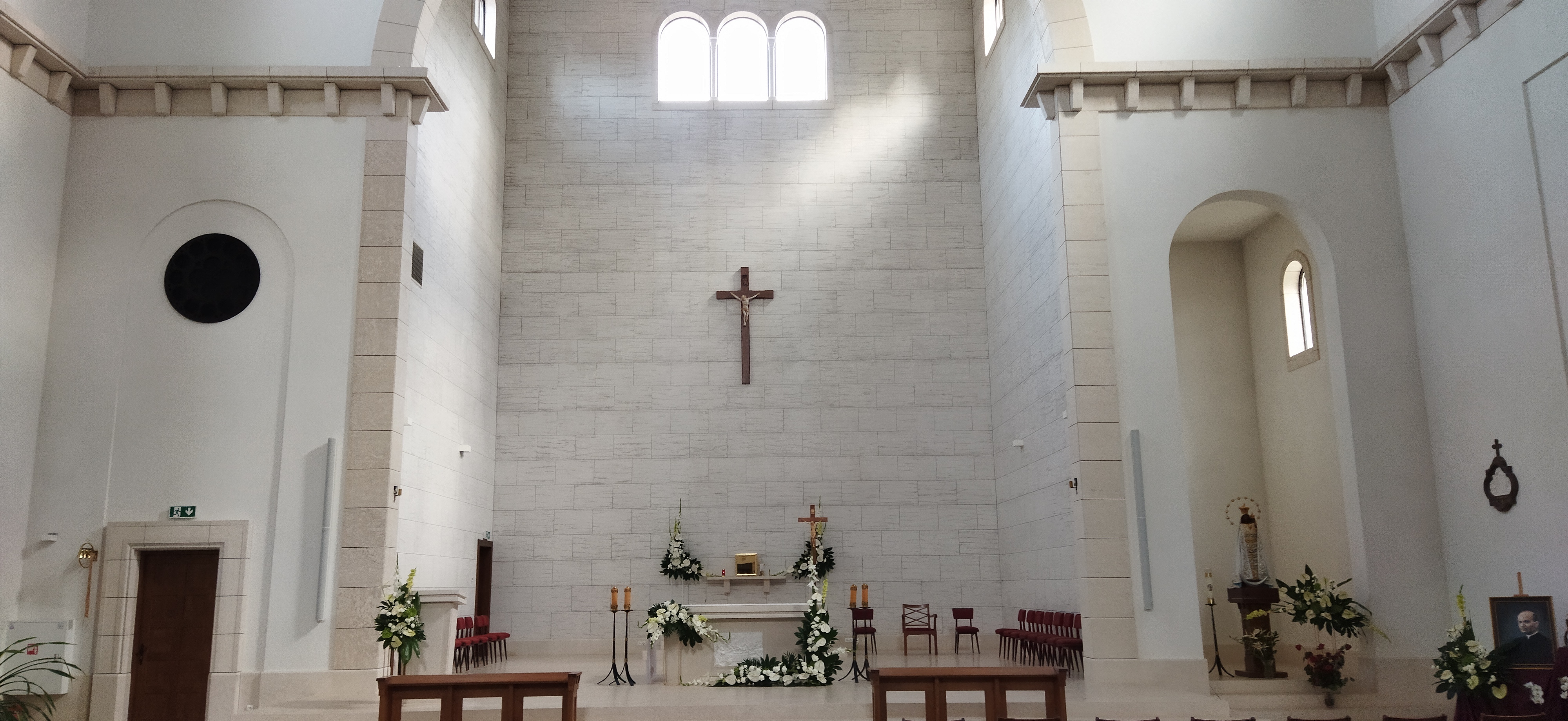
Wnętrze nowego kościoła
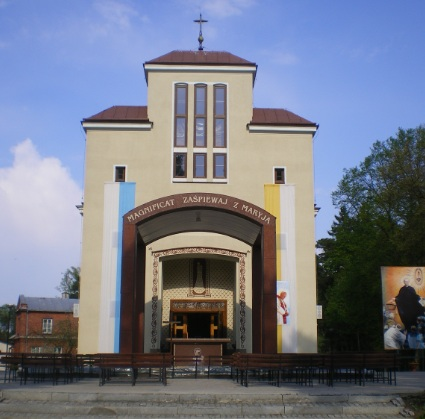
Kaplica Matki Bożej Loretańskiej (stary kościół)